# Campo de la Reina Victoria
Il Campo de la Reina Victoria è stato uno stadio di calcio situato a Siviglia, in Spagna. Conosciuto semplicemente come Campo de la Victoria, fu sostituito dal Nervión nel 1928.

## Storia
I lavori di costruzione del campo di calcio iniziarono nel 1917 poiché la società dovette abbandonare il vecchio Campo del Mercantil, dato che c'era la necessità di ampliare la capacità degli spettatori, visto il crescente numero di tifosi che aveva il Siviglia. Il campo fu inaugurato il 20 ottobre 1918 con una partita tra Siviglia e Unión Sporting.
In questo stadio il Siviglia vinse 10 coppe di Andalusia e fu il primo impianto andaluso a ospitare una partita della Nazionale di calcio della Spagna, il 16 dicembre 1923 contro il Portogallo (3-0). Fu altresì il primo campo di calcio in Andalusia a ospitare una finale di Coppa del Re, quella del 1925 tra Barcellona e Arenas Getxo, che vide la vittoria dei catalani per 2-0.
Nel 1928 il club fu costretto a spostarsi nel nuovo stadio del Nervión, poiché i proprietari del terreno lo vendettero agli organizzatori dell'Esposizione iberoamericana di Siviglia.